# Gschwendter Moos
Gschwendter Moos este o arie protejată (sit de importanță comunitară — SCI) din Austria întinsă pe o suprafață de 5,9 ha, integral pe uscat.

## Localizare
Centrul sitului Gschwendter Moos este situat la coordonatele 47°43′13″N 13°26′38″E / 47.7204°N 13.4439°E.

## Înființare
Situl Gschwendter Moos a fost declarat sit de importanță comunitară în decembrie 2018 pentru a proteja 2 specii de plante.

## Biodiversitate
Situată în ecoregiunea alpină, aria protejată nu include niciun habitat protejat.
La baza desemnării sitului se află mai multe specii protejate de  plante (2): Hamatocaulis vernicosus, moșișoare (Liparis loeselii).